# Paco l'infaillible
Pour plus de détails, voir Fiche technique et Distribution.
Paco l'infaillible est un film franco-espagnol réalisé par Didier Haudepin sorti en 1979.
Le premier Prix Jean-Delmas lui a été attribué, en mai 1979, pendant le Festival de Cannes.

## Synopsis
L'histoire se déroule dans l'Espagne des années 1920. Paco, jeune homme pauvre et ouvrier dont la femme ne peut pas avoir d'enfants, arrondit ses fins de mois en mettant enceintes des nourrices. Employées par de riches familles, elles peuvent ainsi être rémunérées en nourrissant de leur lait, les bébés privilégiés dont les mères refusent d'abîmer leur poitrine. Paco obtient rapidement la réputation d'être « infaillible » dans sa besogne.

## Fiche technique
- Titre : Paco l'infaillible
- Réalisation : Didier Haudepin
- Assistant réalisateur : Philippe Leriche
- Adaptation : Didier Haudepin et Nadie Feuz, d'un roman d'Andras Laszlo (Ed. Gallimard/Folio)
- Dialogue : Didier Haudepin et José-Maria Forque
- Images : Gilberto Aczevedo
- Décors : Wolfgang Burman
- Montage : Alberto Yaccelini
- Musique : Serge Perathoner
- Au Bandonéon : Jose Juan Mossallini
- Son : Jaime Velasco et Alix Comte
- Production : Filmoblic, Bloody Mary, Record Films, Tanagra Productions (Paris) - Lotus Films (Madrid)
- Directeur de production : Mario Moralès
- Producteur délégué : Hubert Niogret et Luis Mendès
- Distribution : Les Films Molière
- Année de production : 1979
- Pays :  France,  Espagne
- Pellicule 35mm, couleur Fujicolor-1,66
- Langue : espagnol
- Durée : 85 minutes
- Dates de sortie :
  -  Espagne : 3 octobre 1979
  -  France : mai 1979 (Festival de Cannes)[1], 17 mars 1982[a]
- Classification : 
  -  Interdit aux moins de 12 ans par le CNC, Art et essai (visa d'exploitation no 50168 délivré le 19 février 1980)[2]

## Distribution
- Patrick Dewaere : Pocapena
- Jean Bouise : Ambroise
- Alfredo Landa : Paco
- Christine Pascal : Maria
- Eduardo Calvo : Don Federico
- José Luis Lifante : Le médecin
- Ismaël Merlo : Le marquis
- Raphael Diaz : L'homme aux fusées
- Juan Lombardero : Le patron de la taverne
- Georges Rigaud : Octavio
- José Rieso : Ponte
- Emilio Fornet : L'oncle de Maria
- Cristina Pascual : La bourgeoise
- Maria Paz Ballesteros : La concierge